# XSL Transformations

Diagramma

In informatica, lo XSLT (eXtensible Stylesheet Language Transformations) è il linguaggio di trasformazione dell'XML, diventato uno standard web con una direttiva (Recommendation) W3C del 16 novembre 1999. L'obiettivo principale per cui lo XSLT è stato creato è rendere possibile la trasformazione di un documento XML in un altro documento. Deriva direttamente dal linguaggio XSL, infatti i file di questo formato sono essenzialmente file di testo, contengono elementi ed attributi e hanno l'estensione ".xsl".

## Descrizione
Ci possono essere due casi specifici di trasformazione: da un documento XML a un altro documento XML (adatto a specifiche applicazioni), oppure da un documento XML ad un altro formato (ad esempio HTML, XHTML, WML e RTF, ma anche in qualsiasi altro formato di solo testo). Lo XSLT può essere usato per entrambi i casi.
Per generare una trasformazione XSLT occorrono due file: il documento da trasformare (in XML) ed un documento contenente il foglio di stile XSL, che fornisce la semantica per la trasformazione. Il foglio di stile XSLT vede un documento XML come una serie di nodi strutturati ad albero. È formato da un insieme di modelli (template) che contengono le regole di trasformazione dei tag del documento XML. Nella sintassi XSL, i template sono elementi, a ciascuno dei quali corrisponde l'attributo match, associato al nodo che verrà trasformato. In termini strutturali quindi il foglio di stile XSL specifica la trasformazione di un albero di nodi in un altro albero di nodi.
È possibile anche aggiungere al documento trasformato elementi completamente nuovi o non prendere in considerazione determinati elementi del documento origine, riordinare gli elementi, fare elaborazioni in base al risultato di determinate condizioni, ecc.

### Dettagli
Un processore XSLT può trattare sette tipi di nodi presenti in un documento XML:
- Elemento radice
- Attributi
- Commenti
- Elementi
- Namespace
- Istruzioni di elaborazione (si riconoscono dai tag di apertura <?)
- Testo

La trasformazione avviene attraverso un apposito programma detto processore XSLT, che riceve in input il documento XML, da cui prende i contenuti (file 1), poi prende dal foglio di stile (file 2) la struttura e le regole di presentazione e produce in output il documento XML trasformato (file 3). Il processore XSLT segue la struttura gerarchica del documento di partenza (1), individua ciascun nodo grazie alle istruzioni contenute nel foglio di stile (2), che esegue ricorsivamente, nodo per nodo. Quando il processore trova una corrispondenza (matching), al contenuto dell'elemento di (1) vengono applicate le regole del template contenuto in (2).
Il primo elemento template contiene le regole di trasformazione dell'Elemento radice del file di input, normalmente indicato con "/".
Alcuni esempi di regole applicate dal processore XSLT:
- Generare una pagina HTML partendo da dati scritti in XML (ad esempio per presentare questi ultimi);
- Ordinare il contenuto dei nodi XML secondo le istruzioni fornite dal foglio di stile XSL;
- Nascondere oppure mostrare l'informazione in base al foglio di stile;
- Convertire le tabelle in grafici o in immagini SVG (Scalable Vector Graphics).

Un documento XML può essere associato a più fogli di stile XSL, ciascuno dei quali genererà un output diverso. Lo stesso procedimento vale anche al contrario: uno stesso foglio di stile può essere applicato a più documenti XML, allo scopo di produrre documenti dal contenuto differente ma formato analogo.

## Esempi XSLT
Esempio di un documento XML in arrivo 
```
<?xml version="1.0" ?>

<persons>

  
<person
 
username=
"JS1"
>

    
<name>
John
</name>

    
<family-name>
Smith
</family-name>

  
</person>

  
<person
 
username=
"MI1"
>

    
<name>
Morka
</name>

    
<family-name>
Ismincius
</family-name>

  
</person>

</persons>

```

### Esempio 1 (trasformazione da XML a XML)
Il foglio di stile XSLT stylesheet fornisce template per trasformare il documento XML:
```
<?xml version="1.0" encoding="UTF-8"?>

<xsl:stylesheet
 
xmlns:xsl=
"http://www.w3.org/1999/XSL/Transform"
 
version=
"1.0"
>

  
<xsl:output
 
method=
"xml"
 
indent=
"yes"
/>

  
<xsl:template
 
match=
"/persons"
>

    
<root>

      
<xsl:apply-templates
 
select=
"person"
/>

    
</root>

  
</xsl:template>

  
<xsl:template
 
match=
"person"
>

    
<name
 
username=
"{@username}"
>

      
<xsl:value-of
 
select=
"name"
 
/>

    
</name>

  
</xsl:template>

</xsl:stylesheet>

```

La sua valutazione risulta in un nuovo documento XML, avente una nuova struttura:
```
<?xml version="1.0" encoding="UTF-8"?>

<root>

  
<name
 
username=
"JS1"
>
John
</name>

  
<name
 
username=
"MI1"
>
Morka
</name>

</root>

```

### Esempio 2 (trasformazione da XML a XHTML)
Elaborando il seguente documento XSLT
```
<?xml version="1.0" encoding="UTF-8"?>

<xsl:stylesheet

  
version=
"1.0"

  
xmlns:xsl=
"http://www.w3.org/1999/XSL/Transform"

  
xmlns=
"http://www.w3.org/1999/xhtml"
>

  
<xsl:output
 
method=
"xml"
 
indent=
"yes"
 
encoding=
"UTF-8"
/>

  
<xsl:template
 
match=
"/persons"
>

    
<html>

      
<head>
 
<title>
Testing
 
XML
 
Example
</title>
 
</head>

      
<body>

=
 
Persons
 
=

        
<ul>

          
<xsl:apply-templates
 
select=
"person"
>

            
<xsl:sort
 
select=
"family-name"
 
/>

          
</xsl:apply-templates>

        
</ul>

      
</body>

    
</html>

  
</xsl:template>

  
<xsl:template
 
match=
"person"
>

    
<li>

      
<xsl:value-of
 
select=
"family-name"
/><xsl:text>
,
 
</xsl:text><xsl:value-of
 
select=
"name"
/>

    
</li>

  
</xsl:template>

</xsl:stylesheet>

```

con in ingresso il documento XML mostra il risultato nel seguente XHTML (l'indentazione è stata modificata per chiarezza):
```
<?xml version="1.0" encoding="UTF-8"?>

<html
 
xmlns=
"http://www.w3.org/1999/xhtml"
>

  
<head>
 
<title>
Testing
 
XML
 
Example
</title>
 
</head>

  
<body>

=
 
Persons
 
=

      
<ul>

        
<li>
Ismincius,
 
Morka
</li>

        
<li>
Smith,
 
John
</li>

      
</ul>

  
</body>

</html>

```

Questo XHTML genera il seguente output quando viene renderizzato da un web browser:
```
<?xml-stylesheet href="example2.xsl" type="text/xsl" ?>

```

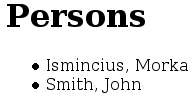
Rendered XHTML generated from an XML input file and an XSLT transformation.

Nota: l'esempio text/xsl è tecnicamente errato secondo le specifiche del W3C, ma è l'unico tipo multimediale che è ampiamente supportato da tutti i principali browser.